# Maxime Destremau
Pour les articles homonymes, voir Destremau.
Maxime Destremau, né le 29 mars 1875 à Alger et mort le 7 mars 1915 à Toulon, est un officier de marine français qui s'est illustré lors de la bataille de Papeete en 1914.

## Biographie
Maxime Destremau est le fils d'Arthur Destremau, chef d'escadron d'état-major et de Marie Dromard.
Élève du Collège Stanislas de 1885 à 1889, il entre à l’École navale en 1892, neuvième de sa promotion. D'abord affecté successivement sur l'aviso-transporteur Scorff (1896), sur le croiseur Éclaireur (1897) puis sur l'aviso-transport Eure (1899), il passe en 1902 par l'école des officiers torpilleurs, à la sortie de laquelle il est nommé second du torpilleur autonome submersible Narval. Lieutenant de vaisseau le 13 juillet 1904, il reçoit le 1er août 1905 le commandement du sous-marin Gustave-Zédé puis, le 25 septembre 1907, celui du torpilleur autonome submersible Pluviôse. Officier-élève de l'École supérieure de la Marine en 1911, il prend en décembre 1913 le commandement de la canonnière La Zélée, au sein de la division navale d’Océanie.
À Tahiti, où il est appelé en langue locale le « tōmānā ʻāpī » ou « nouveau commandant », il entre en conflit, au tout début de la Première Guerre mondiale, avec le gouverneur William Fawtier qui défend les intérêts des commerçants de la place et s'abstient, même après avoir eu communication officielle de la déclaration de guerre, d'arrêter ou d'expulser les ressortissants allemands ou autrichiens. 
Destremau n'en organise pas moins la défense de l'île, en débarquant la plus grande partie de l'artillerie de La Zélée pour renforcer les défenses côtières et en entraînant la petite troupe qu'il a pu réunir en vue de résister à un éventuel débarquement.

### Bataille de Papeete
Grâce à ces dispositions Destremau parvient, le 22 septembre 1914, à  tenir à distance les croiseurs cuirassés Scharnhorst et Gneisenau lorsque ceux-ci se présentent devant Papeete, et à empêcher les Allemands de faire main-basse sur son stock de charbon. Ayant, conformément aux ordres reçus pour le cas d'une attaque par une force disproportionnée, sacrifié La Zélée dans la bataille, il est renvoyé en métropole, où on lui confie en février 1915, à titre intérimaire, le commandement du contre-torpilleur Boutefeu. Mais il tombe gravement malade et meurt à Toulon, le 7 mars, d'une crise d'urémie, hélas trop tôt pour connaître les honneurs officiels qui lui seront finalement rendus.
À sa citation posthume à l'ordre de l'Armée, en décembre 1915, « Le lieutenant de vaisseau Destremau (Maxime-François-Émile), commandant la canonnière la Zélée et les troupes à Papeete : a su, dans la journée du 22 septembre 1914, prendre les dispositions les plus judicieuses pour assurer la défense du port de Papeete contre l’attaque des croiseurs allemands Sharnorst [sic] et Gneiseneau [re-sic]. A fait preuve dans la conduite des opérations de défense de la plus grande bravoure personnelle et de qualités militaires de premier ordre qui ont eu pour conséquence de préserver le port de Papeete et de provoquer l’éloignement des croiseurs ennemis », l'amiral de Bon proposa en 1919 d'ajouter l'attribution de la rosette d'officier de la Légion d'honneur avec une citation peut-être moins politiquement correcte : « Le lieutenant de vaisseau Destremau, commandant la défense de Tahiti, après le désarmement de la Zélée, a su, malgré le peu de concours des autorités locales, organiser la défense de l’île, de manière à empêcher le Scharnhorst et le Gneisenau de s’en emparer ». Cette double proposition finale ne fut pas suivie d’effet.
Il est inhumé au cimetière d'Amblans (Haute-Saône), pays d'origine de sa mère et de son épouse.

## Postérité
Le frère aîné de Maxime, Félix Destremau, deviendra général à la fin de la Première Guerre mondiale. Maxime Destremau laissait derrière lui six enfants, dont l'un, Pierre, deviendra capitaine de vaisseau. Le skipper Sébastien Destremau est l'arrière-petit-fils de Maxime Destremau.

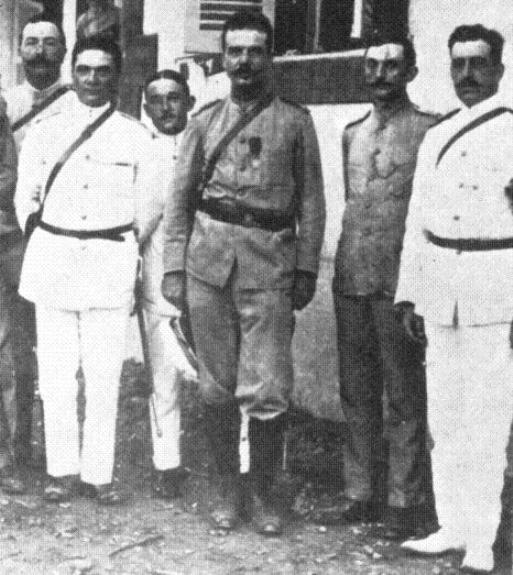
Maxime Destremau (au centre) et son état-major à Papeete, en 1914.

## Honneurs et distinctions
- Chevalier de la Légion d'honneur[14]
- Une avenue de Papeete porte son nom[15].